# شهرستان مارامورش
شهرستان مارامورش (به لاتین: Maramureș County) یک județ در رومانی است که در رومانی واقع شده‌است.

## خصوصیات
شهرستان مارامورش ۵۱۶٬۵۶۲ نفر جمعیت دارد.